# Sangerhausen (stacja kolejowa)
Sangerhausen – stacja kolejowa w Sangerhausen, w kraju związkowym Saksonia-Anhalt, w Niemczech. Znajdują się tu 3 perony.